# Rhagonycha dolini
Rhagonycha dolini là một loài bọ cánh cứng trong họ Cantharidae. Loài này được Svihla miêu tả khoa học năm 1995.